# Mitchel McLaughlin
Pour les articles homonymes, voir McLaughlin.
John Mitchel McLaughlin (né le 29 octobre 1945) est un homme politique nord-irlandais. 

## Biographie
McLaughlin est né dans la région de Bogside à Derry, en Irlande du Nord et fait ses études à la Long Tower Boys School, à Derry et au Christian Brothers Technical College, à Derry.
Il est élu membre de l'Assemblée d'Irlande du Nord pour Foyle lors de l'élection de l'Assemblée de 1998 et réélu en 2003. En mars 2007, McLaughlin est transféré dans la circonscription de South Antrim où il domine le scrutin lors des élections de 2007 à l'Assemblée . Il est réélu lors de l'élection de 2011.
Il est secrétaire général du Sinn Féin de 2003 à 2007 député de 1996 à 2016 et président de l'Assemblée d'Irlande du Nord de 2015 à 2016.
Il est marié et père de trois fils.